# Hockey Team Bologna
L'Hockey Team Bologna  è una società italiana di hockey su prato con sede a Bologna.
Disputa i suoi incontri al "Campo Barca".

## Palmarès

### Competizioni nazionali
- Scudetto indoor: 1

2017-18

### Competizioni giovanili
- Campionato italiano Allievi: 3

1978-1979, 1982-1983, 1983-1984
- Campionato italiano Under-12: 2

2018-2019, 2023-2024
- Campionato italiano Under-14: 3

2020-2021,2022-2023, 2024-2025
- Campionato italiano Under-14 indoor: 1

2022-2023
- Campionato italiano Under-21: 1

2016-2017
- Campionato italiano Under-16 femminile indoor: 1

2022-2023